# Lino Benoni
Lino Benoni (Arco, 4 gennaio 1950) è un bobbista italiano.

## Biografia
Decatleta, si dedicò al bob all'inizio degli anni 1970.
Partecipò con la Nazionale di bob dell'Italia alle Olimpiadi di Innsbruck 1976, classificandosi all'11º posto nel bob a quattro con Nevio De Zordo, Ezio Fiori e Roberto Porzia.
Nel 1971 fu tra i fondatori della squadra di hockey su prato Hockey Club Riva.
Il 15 luglio 1976, in rappresentanza dell'Italia, partecipò con i compaesani di Riva del Garda alla quarta puntata di Giochi senza frontiere andata in onda da Leeds, dove si classificarono ultimi.